# Англо-нормандский язык
А́нгло-норма́ндский язы́к (также позднее а́нгло-францу́зский язы́к, фр. Anglo-normand, anglo-français, англ. Anglo-Norman, Anglo-French) — исчезнувший романский язык, являвшийся родным языком для британской элиты, приближённой к англонормандской монархии, а также выступавший в роли основного рабочего языка всей Англии после её завоевания Вильгельмом Завоевателем (после 1066 г.), распространившись позднее также и в Ирландии (особенно в окрестностях Дублина). Как родной язык высших слоёв общества англо-нормандский начинает быстро угасать уже со второй половины XII века, однако в качестве рабочего языка деловой переписки и административно-торговых регистров он широко используется до конца XV в. и получает название англо-французский язык. Из-за относительной малочисленности своих носителей в Англии (не более 30 тыс. чел. или около 2 % населения островов) англо-нормандский язык так и не смог вытеснить местные (англо-саксонские) говоры германского происхождения, использовавшиеся в устной речи домашнего обихода среднего и низшего класса на протяжении всего вышеуказанного периода. Но он, тем не менее, оказал на них огромное влияние. При непосредственном участии англо-нормандского языка сложился современный английский язык, обогатившийся широкими пластами романской лексики.

## Генетическая классификация и хронология
- индоевропейские языки
  - италийские языки
    - романские языки
      - континентально-романские языки
        - западно-романские языки
          - галло-романские языки
            - языки ойль
              - старонормандский язык
                - англо-нормандский язык
                  - англо-французский язык

## Предыстория
К концу VII в. заканчивается процесс завоевания Британии германскими племенами — англами, саксами и ютами — тремя германскими племенами, вытесненными с континента, где они занимали территорию между Ютландией и рекой Эльбой. В Британии германцы оттеснили автохтонное кельтское и кельтско-романское население на запад острова — в (Уэльс), а также в Бретань и Ирландию. На острове утверждается германская культурная гегемония и происходит становление англосаксонского языка и литературы, хотя классическая латынь со временем вновь укрепляет свои позиции в качестве письменного языка церкви и высшего образования по мере христианизации германцев. Тем временем, нашествия близкородственных викингов, активно селившихся на восточном побережье острова в IX и X вв. ещё больше закрепляют германский характер родного языка и народной культуры острова. Часть викингов в это же время селится также на стратегически важном полуострове Нормандия в северной Франции. Полностью подчинив численно преобладающее галло-римское население в политическом плане после 911 года, молодые поколения скандинавов всё же усваивают местный язык, который представляет собой один из идиомов ланг д’ойль, представляющих собой естественное эволюционное развитие народной латыни. При этом и сам старонормандский язык германизируется в фонетическом плане настолько, что несмотря на сохраняющиеся тесные связи с латынью, его носители создают собственную письменность для отражения всех нюансов его произношения и грамматики. При этом если латынь по-прежнему используется в науке и церкви, торжественной и крайне официальной обстановке, то языком художественной литературы, торговли, журнальных и судебных регистров становится разговорный старонормандский язык. Языковая и отчасти культурная романизация правящего скандинавского класса в Нормандии завершается уже к середине XI в.

## Старонормандский язык в Англии
После захвата Англии норманнами в 1066 году происходит активное замещение местной англосаксонской элиты знатью, которая прибывает из Нормандии. Норманнская аристократия, будучи сама в значительной степени германского, то есть общего с англо-саксами, происхождения, долгое время после завоевания Англии Вильгельмом Завоевателем продолжает использовать в обиходе на своей новой родине усвоенный ими за века после расселения скандинавов в Нормандии романский (северофранцузский) диалект. Общее количество прибывших в этот период в Англию норманнов оценивается в 20 тыс. человек (около 1,3 % населения страны). По причине своей малочисленности старонормандский язык не смог вытеснить в Англии местные англо-саксонские диалекты — впрочем, по-видимому, завоеватели и не стремились к этому.
Тем не менее, в условиях безраздельного господства латыни в раннесредневековой Европе и многократного превосходства романских регионов (Латинская Европа) над германскими в экономике и по численности населения, норманны вполне смогли воспользоваться престижностью своего наречия, «конвертировав» её в том числе и в политическую сферу. Так, нормандский диалект старофранцузского языка зачастую выступает в роли языка международного общения (лингва франка) купцов и моряков от Великобритании до Палестины и, наряду с другими старофранцузскими диалектами, становится «рабочим языком» крестовых походов в Левант. Там он используется в делопроизводстве в новообразованных государствах крестоносцев (Латинская империя, Антиохийское княжество и др.).
В средневековой Англии с конца XI века англо-нормандский язык быстро выходит за рамки просто родного языка высшего общества страны, становясь средством общения при дворе английских королей, языком этикета, судопроизводства, чиновничества, затем школьного образования и коммерции. Таким образом, языковая ситуация в средневековой Англии начала XII столетия оказалась довольно сложной: англосаксонские говоры вполне сохраняются в быту крестьян и мещан (95 % населения), латынь используется в церкви и научных трудах, а близкий ей старонормандский язык господствует в сферах администрации и торговли.

## Влияние англо-нормандского и англо-французского языков
Функционирование в стране сразу трёх близкородственных языков (латынь, старонормандский, а затем и собственно французский язык) привело к массовым заимствованиям, многие из которых представляют собой лексические дублеты:

### Примеры
- норм. warranty (ручательство) — фр. guarantee (гарантия)
- норм. warden (надзиратель) — фр. guardian (страж)
- норм. catch (ловить) — фр. chase (преследовать)

слева нормандская форма, закрепившаяся в английском, справа — парижский аналог.
- wage (зарплата) — gage (заклад, залог)
- wait (ждать) — фр. guetter (улавливать) (при германск. hold up/on)
- war (from AN werre) — guerre (French)
- wicket (Anglo-Norman) — guichet (French)

| Англ.    | < Норм.     | = Франц.           |
| -------- | ----------- | ------------------ |
| cabbage  | < caboche   | = chou капуста     |
| candle   | < caundèle  | = chandelle свеча  |
| castle   | < caste(l)  | = château замок    |
| cauldron | < caudron   | = chaudron котёл   |
| causeway | < cauchie   | = chaussée дамба   |
| catch    | < cachi     | = chasser ловить   |
| cater    | < acater    | = acheter покупать |
| wicket   | < viquet    | = guichet бойница  |
| plank    | < pllanque  | = planche планка   |
| pocket   | < pouquette | = poche карман     |
| fork     | < fouorque  | = fourche вилка    |
| garden   | < gardin    | = jardin сад       |

Многие другие английские слова типа captain, kennel, cattle и canvas иллюстрируют нормандскую черту сохранения латинского /k/ перед гласными, который во французском перешёл в /ʧ/ (позднее в /ʃ/).
Однако, позднее англо-нормандский язык подвергается офранцуживанию, превращаясь в англо-французский, поэтому формы challenge, change, chain, chamber, chapter, chapel и др. имеют парижское звучание (ср. норм. calenge).

## Особенности языковой ситуации в Англии
Поражает и другой факт: в средневековой Англии XI—XIII вв. производится огромное количество литературы и других письменных документов на старонормандском языке, в том числе и после утраты самой Нормандии. Число этих документов в Англии многократно превышает письменные памятники на романских языках во всей Франции, где из-за полного господства латыни местные романские языки по-прежнему рассматриваются как его вульгарные диалекты и максимум на что они могут рассчитывать — это песни трубадуров и рыцарские романсы, опять-таки преимущественно устные.
При этом сам англо-саксонский язык, единственный родной для 95 % населения страны, полностью выходит из письменного употребления как минимум на два столетия. Начавшееся позднее постепенное возрождение английского языка как языка письменного происходит уже без оглядки на старую англо-саксонскую письменную традицию (оказавшуюся, кстати, весьма устойчивой и долгое время сохранявшую свои позиции, например, среди книжного духовенства и монашества) уже на основе смешанного «англо-французского жаргона», на котором изъяснялась знать.
Это закономерным образом поставило новых английских писателей, в основной массе уже лучше владевших письменным англо-нормандским языком, чем родным английским, перед рядом непростых проблем, которые они решают по-своему.
Так, первые памятники английской письменности среднеанглийского периода представляют собой переводы французских авторов, где кажется, что только местоимения и служебные слова остаются германскими, а практически все существительные, прилагательные и глаголы — романские. Таким образом, лексический пуризм был изначально отвергнут английскими писателями.
Иная ситуация складывается в устной речи. Поверхностный анализ (Дитер, 1973 г.) современного английского языка на основе 80 тыс. самых распространённых слов показывает, что романские заимствования составляют до 57 % лексики. Однако при более детальном изучении выясняется, что на 1000 самых распространённых в речи слов приходится лишь не более 15 % слов романского происхождения, а из ста самых распространённых слов в английском языке все 100 — германские.
Иными словами, низкий удельный вес собственно германской лексики в английском языке (30 %) компенсируется её несравненно большей частотностью и широким семантическим охватом. Это означает, что романские корни не вытесняли германскую лексику, а добавлялись к ней, приводя к стилистической и семантической дифференциации, «раздувая» словарный запас английского языка до невероятных размеров (600 тыс. единиц).
Другой «проблемой» английского языка стала его орфография. Уже за годы бесписьменного существования на рубеже англо-саксонского и среднеанглийского периодов развития языка звуковой строй речи англичан сильно изменился, так что просто механически перенести правила старой орфографии на современный на тот момент язык уже не получилось. Кроме того, грамотные носители устного среднеанглийского языка гораздо лучше представляли себе, как пишутся слова по правилам французских диалектов, но подчас просто не знали традиционной орфографии языка английского. Выходя из положения, они зачастую прибегали к тому, что можно было бы, используя «интернетную» лексику, назвать «франко-английским транслитом». В итоге орфографический облик письма претерпевал радикальные изменения.
Все эти процессы накладывались на продолжавшуюся быструю трансформацию звукового состава английской речи. Позднее, с изобретением и распространением книгопечатания, написание слов всё более стандартизировалось в существовавшем к тому времени виде, всё сильнее отставая от фонетических изменений в языке. Со временем английская орфография окончательно утратила какую-либо системность, став чисто традиционной, требующей запоминания правописания практически каждого слова.

## Статус и развитие
Молодые поколения нормандцев, рождённых в Англии и воспитанных в окружении англо-саксонской прислуги, очень быстро становятся двуязычными. И так же, как германская речь знати, несмотря на весь её престиж, не смогла закрепиться в романской Галлии, старонормандский язык не смог полностью закрепиться в германском окружении средневековой Британии. Упадок старонормандского языка в качестве родного начинается уже с середины XII века. Хотя точные данные отсутствуют, Дахуд утверждает что к 1173 году для большинства нормандских баронов родным языком был уже английский — именно английский, а не старонормандский или англо-саксонский. Парадоксально, но факт — упадок старонормандского в качестве родного вовсе не означал его исчезновение в качестве письменного языка, даже при том что никакого официально закреплённого законодательством статуса в Англии у него никогда не было. То есть фактически употребление старонормандского языка в Англии носило прагматический характер, он играл роль языка «средневековой глобализации» и межкультурной коммуникации между островами и континентом. Вероятней всего, из-за общего с норманнами генетического происхождения и германской культуры, старонормандский язык воспринимался англосаксами не как язык агрессора-ассимилятора, а как инструмент социальной мобильности, карьерного роста и широких возможностей (сходные процессы, но в более выраженной форме наблюдались также в средневековой и современной Бельгии, где французский язык всё же смог вытеснить нидерландский в ряде его исторических регионов — см. Галлизация Брюсселя).

## Англо-французский язык
В 1204 году Нормандия (за исключением прибрежного архипелага Нормандские острова) была аннексирована французской короной. Приток носителей старонормандского языка с континента иссяк, но при этом в результате династических браков в Англию продолжают прибывать романоязычные носители других диалектов французского языка. С этого момента принято говорить о начале англо-нормандского периода, во время которого он быстро угасает как родной язык, но крепнет как второй и/или иностранный, продолжая оставаться языком делопроизводства и торговли. При этом уже с середины XIII века на континенте начинается постепенный упадок самого старонормандского языка, что объясняется подчинением Нормандии централизованной королевской власти Парижа и постепенным распространением парижского диалекта Иль-де-Франс во всех областях королевства. Однако англонормандские монархи не оставляют попыток вернуть утраченные территории, разворачивается столетняя война. В 1345—1360, а затем 1415—1450 Нормандия, как и многие другие исторические области Франции, оказывается в руках англичан. К этому времени в самой Англии англо-нормандский язык полностью исчезает как родной отчасти от того, что он начинает восприниматься англичанами как язык врагов. И всё же ему по-прежнему отдаётся предпочтение в судах, университетских лекциях, портах, различных хрониках, художественной литературе. В XIV—XV веках англо-нормандский язык обогащается и собственно парижскими элементами, превращаясь в некий абстрактный англо-французский язык официоза. Большое количество учебников по англо-французскому языку свидетельствует о том, что он уже не был родным, но имел важное значение в обществе. Внутри англо-французского письменного языка выделяется особый, специализированный вариант, получивший название правовой французский язык, являвшийся формальным языком английского судопроизводства до 1731 года и использовавшийся также в университетских дебатах. Усиленное развитие английского самосознания в острой конкурентной борьбе с Францией, в том числе и за колонии в Новом Свете, приводит к росту популярности своего германского языка. Однако, это уже не то древнее англо-саксонское наречие. Происходит постепенная дезинтеграция англо-французского языка и его медленное, но верное оттеснение из всех сфер жизни английского общества. Однако, даже сам первый закон 1373 года об обязательном использовании английского языка при ведении делопроизводства в стране написан по-французски и свидетельствует о его былой мощи. Поскольку первые английские тексты представляли собой переводы с англо-французского, элементы последнего массово заимствуются и/или калькируются. Так в английскую литературу и речь проникают многочисленные нормандизмы, галлицизмы и латинизмы.

## Влияние англо-нормандского языка
Долгое время, в том числе и в советском языкознании, влияние англо-французского языка на английский рассматривалось чисто в лексическом контексте, то есть при анализе романских по происхождению заимствований. Это не совсем верно. Влияние англо-французского языка выходит за рамки простой лексики. Под влиянием французской речи в английском развились новые звуки, появились новые синтаксические конструкции с постпозицией прилагательного (напр. attorney general, heir apparent, court martial, body politic, chicken little и др.). Более того, распространение англо-нормандского привело к «освобождению» англо-саксонской речи от «сковывавших» её стандартов письменной германской грамматики. В результате система склонений и спряжений в английском подверглась сильному усечению. Примечательно, что из-за довольно интенсивной «скандинавизации» самой Нормандии, в частности Шербурского полуострова, англо-нормандская речь привнесла в Англию и некоторые германско-скандинавские элементы (mug, flock и др.)
Интересно, что несмотря на то, что в средневековой Англии выпускалось огромное количество самоучителей по англо-нормандскому языку, но ни в них, ни на уроках студентов не обучали орфоэпии, а потому большинство англо-нормандских заимствований полностью адаптированы к английской фонетике: ср. mousseron «луговой опёнок» > mushroom «гриб». Многие слова изменили значения: malle «почтовая телега» > mail «почта» и др.
И всё же в целом языковедов поражает односторонний характер заимствований той эпохи. Во время унии Англии и Нормандии в 1066—1204 гг., свыше 6’000 нормандских слов вошло в лексикон островитян и лишь 2 англо-саксонских слова были заимствованы нормандцами из англо-саксонского (одно из них — forlenc «ров» от англ. «furrow» «борозда, колея, жёлоб» быстро устарело и лишь мера площади акр «acre» использовалась до конца XIX века, то есть до начала кампании по метрификации. Более поздние заимствования отражают влияние уже современного английского языка («smoggler» < «smuggle» «заниматься контрабандой»). Современная ситуация, однако, прямо противоположна средневековой: английские слова массово проникают в речь Франции (см. франглийский язык или франгле), а влияние французского на английский практически прекратилось.

## Современная ситуация
В настоящее время практически исчез, сохранился лишь на островах Гернси (гернсийский диалект нормандского языка) и Джерси (джерсийский диалект нормандского языка, несколько сот носителей) благодаря тесным контактам их жителей с Французской Нормандией.
Некоторые англо-французские фразы по сей день используются в британском парламенте в контексте одобрения биллей и предоставления королевской санкции. Эти фразы включают:
- Soit baille aux Communes («Да будет послано Общинам», о билле посланом Палатой Лордов Палате Общин)
- A ceste Bille (avecque une amendement/avecque des amendemens) les Communes sont assentus («Этому биллю (с поправкой/поправками) Общины высказали одобрение», о билле принятом Палатой Общин и возвращённом Палате Лордов)
- A cette amendement/ces amendemens les Seigneurs sont assentus («Этой поправке/этим поправкам Лорды высказали согласие», о «поправленном» билле, возвращённом Палатой Общин Палате Лордов, где были приняты)
- Ceste Bille est remise aux Communes avecque une Raison/des Raisons («Этот билль возвращён Общинам с причиной/с причинами», когда Палата Лордов не соглашается со сделанными Палатой Общин поправками)
- Le Roy/La Reyne le veult («Король/Королева желает этого», королевская санкция публичному биллю)
- Le Roy/La Reyne remercie ses bons sujets, accepte leur benevolence et ainsi le veult («Король/Королева благодарит его/её добрых подданных, принимает их щедрость, и желает этого», королевская санкция биллю снабжения)
- Soit fait comme il est désiré («Пусть оно будет сделано, как оно желаемо», королевская санкция частному биллю)
- Le Roy/La Reyne s’avisera («Король/Королева это рассмотрит», если королевская санкция не дана)

Точная графическая форма этих фраз с годами варьировалась; к примеру, s’avisera писалось как s’uvisera и s’advisera, а Reyne как Raine.